# Julius Blum
Julius Blum GmbH (Blum) er en østrigsk producent af beslag til skuffer, skabe og hylder samt værktøj til møbelindustrien. Den familieejede virksomhed er baseret i Höchst, Vorarlberg. Produktioen foregår i Østrig, USA, Polen og Brasilien. 97 % af produktionen eksporteres og årsomsætningen er på 1,888 mia. euro. Blum har 7.983 ansatte.
Smed Julius Blum etablerede virksomheden i 1952 i Höchst.